# Аранда (Сарагоса)
Аранда (исп. и араг. Aranda) — район (комарка) в Испании, входит в провинцию Сарагоса в составе автономного сообщества Арагон.

## Муниципалитеты
1. Аранда-де-Монкайо
2. Бреа-де-Арагон
3. Кальсена
4. Готор
5. Ильюэка
6. Харке
7. Месонес-де-Исуэла
8. Осеха
9. Помер
10. Пурухоса
11. Сестрика
12. Тьерга
13. Трасобарес